# Ellenzéki Kerekasztal
Az Ellenzéki Kerekasztal (rövidítve: EKA) a Kádár-rendszerrel szemben álló ellenzék egyeztető fóruma volt a rendszerváltás idején. Célja az volt, hogy a diktatúrát állampártként fenntartó MSZMP ne tudja az ellenzéki csoportokat bomlasztó különalkukkal megosztani, szétforgácsolni.

## A Kerekasztal megalapítása
A szétforgácsolt ellenzék 1989. március 22-én hozta létre a kerekasztalt, amelyet a Független Jogász Fórum kezdeményezett és koordinált. Így erőiket egyesítve, erős tárgyalópartnerként léphettek fel az állampárttal szemben. A tárgyalások a nyilvánosság fokozott figyelme mellett, feszült légkörben, de a kompromisszumok keresésének jegyében zajlottak. Április 19-én elhatározták, hogy tárgyalásokat kezdeményeznek az MSZMP-vel.

### Alapító szervezetek
- Bajcsy-Zsilinszky Baráti Társaság (BZSBT)
- Fiatal Demokraták Szövetsége (Fidesz)
- Független Kisgazda-, Földmunkás- és Polgári Párt (FKgP)
- Független Szakszervezetek Demokratikus Ligája (Liga) (megfigyelőként)
- Magyar Demokrata Fórum (MDF)
- Magyar Néppárt (MNP)
- Magyarországi Szociáldemokrata Párt (MSZDP)
- Szabad Demokraták Szövetsége (SZDSZ)

A Kereszténydemokrata Néppártot (KDNP) később vették fel az EKA szervezeti közé.

## Tárgyalás az MSZMP-vel
Az MSZMP igyekezett a tárgyalásokat kisiklatni és húzni. Így például május elején egy politikai egyeztető fórum létrehozását javasolta, majd a hónap végén négyoldalú tárgyalásokat, ahol az MSZMP és a Kerekasztal mellett független szervezetek és „megfigyelők” kaptak volna helyet. Ezt az Ellenzéki Kerekasztal nem fogadta el így az első tárgyalás június 2-án az MSZMP-vel sikertelennek bizonyult.
A két fél végül június 10-én megegyezett arról, hogy Nemzeti Kerekasztal néven az állampárt, a Kerekasztal és a társadalmi szervezetek és mozgalmak bevonásával háromoldalú tárgyalások kezdődnek a Parlamentben az alkotmányos rendszer átalakításáról.

## A Nemzeti Kerekasztal eredményei és hasadás az Ellenzéki Kerekasztal tagjai között
A reformpártiak vezette MSZMP az Ellenzéki Kerekasztallal folytatott tárgyalásokon még 1989 nyarán megállapodott a békés átmenet programjában, a többpárti szabad választások kiírásában. Az Ellenzéki Kerekasztal és az állampárt megállapodását két párt, az SZDSZ és a FIDESZ nem írta alá. Ennek oka a köztársasági elnök választásának a módja volt. A megállapodás szerint az elnököt a későbbiekben az országgyűlés választja, de az átmenet időszakában először még a nép közvetlenül dönthetett volna. A két párt ebben az utóbbi kitételben a pártállam hatalomátmentési kísérletét látta, mivel egy népszavazáson Pozsgay Imrének komoly esélyei lettek volna. Ezért a két párt az FKGP-vel és az MSZDP-vel együtt az elnökválasztás ügyét más kérdésekkel összekapcsolva – a munkásőrség feloszlatásával, az MSZMP vagyoni elszámoltatásával és a munkahelyi pártszervezetek kérdésével – népszavazást kezdeményezett. Az ún. „Négyigenes népszavazás” 1989. november 26-án zajlott, az eredmény (a többi közt a később kormányt alakító MDF referendum-bojkottja miatt is) kiegyenlített volt, de 6404 szavazattal az „IGEN” győzött, a köztársasági elnök választása az új országgyűlés feladatává vált.